# Gotta Be Somebody (Shayne Ward)
Gotta Be Somebody è un singolo dal cantante pop britannico Shayne Ward, che ne ha realizzato una cover nel 2010 del singolo del gruppo musicale canadese Nickelback del 2008.
La versione di Shayne Ward è stata pubblicata come singolo il 7 novembre 2010 dall'etichetta discografica Syco ed è stata prodotta da Ray Hedges, Nigel Butler, Cutfather e David Kopatz. È stato scelto come singolo apripista per il terzo album di inediti del cantante, Obsession, uscito la settimana successiva.
Questo singolo, pubblicato sia su compact disc, contenente come b-side la cover del brano Future Love di Kristinia DeBarge, sia come download digitale, contenente anche due remix del brano, ha riscosso un buon successo di vendite in Regno Unito e Irlanda.

## Tracce
CD singolo
1. Gotta Be Somebody - 3:42
2. Future Love - 3:08

Download digitale
1. Gotta Be Somebody - 3:42
2. Gotta Be Somebody (Moto Blanco Remix) - 5:38
3. Gotta Be Somebody (Almighty Mix) - 7:02

## Classifiche
| Paese       | Posizione raggiunta |
| ----------- | ------------------- |
| Irlanda     | 10                  |
| Regno Unito | 12                  |